# Anitra Lucander
Anitra Maria Ingeborg Lucander (née le 23 novembre 1918 à Helsinki – morte le 2 mai 2000 à Helsinki) est une artiste peintre pionnière de l'art abstrait en Finlande.

## Œuvres
Ses nombreuses œuvres sont exposées dans différents musées : Musée d'art d'Imatra, Musée Amos Rex, Musée d'art de Kajaani, Musée d'Art Ateneum, Musée des beaux-arts de Helsinki, Musée du Design d'Helsinki.

## Reconnaissance
- Médaille Pro Finlandia, 1969